# Jacopo Sansovino
Jacopo Sansovino (Firenze, 1486. július 2. – Velence, 1570. november 27.) olasz szobrász és építész. 

## Élete
Andrea Sansovinónak volt tanítványa és eleinte Firenzében, majd Rómában dolgozott. Az Örök Városban fölépítette a Niccolini-palotát és elkészítette a San Marcello-templom belsejét, viszont a San Giovanni de' Fiorentini-templom terve kivitelezetlen maradt. Szobrászati művei közül a firenzei székesegyházban van az idősebb Jakab apostol szobra (1513), az ottani nemzeti múzeumban Bacchus rendkívül hatásos szobra, a római Sant'Agostino-templomban a Madonna ülő szobra, mely Sant'Andrea iskolájára vall, a bolognai San Petronio-templomban páduai Szent Antal szobra. 1527-ben Velencébe ment és ez időtől fogva vezérszerepet játszott a köztársaság művészetében. Épületei a reneszánsz teljes kifejlődését jelentették Velencében. Templomai: San Francesco della Vigna (Velence) (1534), San Martino (1540), San Giorgio de' Greci (1550, Sansovino legszebb temploma), a Scuola San Giorgio degli Schiavoni (1551). Kitűnőbbek világi épületei, palotái: a Corner-palota (1532), a hatalmas Szent Márk-könyvtár (elkezdve: 1536), a világ legpompásabb világi épületeinek egyike, amelyen olyan páratlan tökéletes módon alkalmazta a régi római oszloprendeket, a Lecca (pénzverde) hatásos, várszerű rusztikájával stb. Szobrászi műveiben is elsősorban a nagy díszítő hatást keresi, míg szervesség dolgában sokszor elég hiányosak. A Szent Márk-templom tornyához általa épített loggiában van a Béke, Apollo, Mercurius és Minerva négy szép bronz szobra (1540); leghíresebb művei közé tartozik a Szent Márk-bazilika szentélyéből a sekrestyébe vezető kis bronz ajtó a Krisztus halálát és föltámadását ábrázoló domborművekkel és a Remény szobra Venier doge síremlékén (San Salvatore-templom, míg az ennek megfelelő Szeretet sokkal gyöngébb. Említendő még: a négy evangélista kis bronz szobra a San Marco szentélyében; Mars és Neptunusz híres, óriási márvány szobra (az Óriások) a doge-palota nagy, belső lépcsőjén; Ravennai Tamás tudós bronz szobra a San Giuliano-templom kapuja fölött stb.